# Inger Aufles
Inger Reidun Aufles (Valldal, 29 maggio 1941) è un'ex fondista norvegese.
Ha conquistato tre medaglie in due partecipazioni ai giochi olimpici invernali (1968 e 1972).

## Palmarès
Olimpiadi
- 3 medaglie:
  - 1 oro (staffetta 3×5 km a Grenoble 1968)
  - 2 bronzi (10 km a Grenoble 1968, staffetta 3×5 km a Sapporo 1972)

Mondiali
- 1 medaglia:
  - 1 argento (staffetta 3×5 km a Oslo 1966)